# Клімат Албанії

Типи класифікації клімату Кеппена в Албанії.
гарячий середземноморський клімат
теплий середземноморський клімат
субтропічний клімат
океанічний клімат
континентальний клімат
субарктичний клімат

Албанія має різноманітні кліматичні системи. Маючи узбережжя, яке виходить до Адріатичного та Іонічного морів у Середземному морі, його нагір’я спираються на підняті балканські суші, а вся країна лежить на широті, схильній до різноманітних погодних умов у зимовий та літній сезони, однак вона має високу кількість кліматичних районів для такої невеликої території.  Прибережні низовини мають типово середземноморський клімат, а нагір’я - континентальний. Як в низині, так і в глибині, погода помітно варіюється з півночі на південь.
За класифікацією Кеппена за кліматом  країна має гарячий середземноморський клімат, теплий середземноморський клімат, субтропічний клімат, океанічний клімат, континентальний клімат та субарктичний клімат.

## Огляд
На низовинах зима м’яка, в середньому близько 7 °C (45 °F). Влітку температура в середньому становить 32 °C (90 °F), вологість низька. У південних низинах температура взимку становить близько 5 °C (41 °F), а влітку 30 °C (86 °F).
На внутрішню температуру впливають більше різниці висот, ніж широта чи будь-який інший фактор. Низькі зимові температури в горах обумовлені континентальною повітряною масою, яка домінує над погодою у Східній Європі та на Балканах. Більшість часу дмуть північні та північно-східні вітри. Середні літні температури нижчі, ніж у прибережних районах, і значно нижчі на висотах, але добові коливання більші. Денні максимальні температури у внутрішніх басейнах та долинах річок дуже високі, але вночі майже завжди прохолодно.
Середні опади сильні, це результат зближення переважного потоку повітря із Середземного моря та континентальної повітряної маси. Оскільки вони зазвичай зустрічаються в точці, де піднімається місцевість, найсильніший дощ випадає на центральних височинах. Вертикальні течії, розпочаті підняттям повітря Середземномор'я, також спричиняють часті грози. Багато з цих штормів супроводжуються сильним місцевим вітром та зливами. Коли континентальна повітряна маса слабка, середземноморські вітри опускають вологу далі вглиб суші. Коли є домінуюча континентальна повітряна маса, холодне повітря виливається на низовини, що відбувається найчастіше взимку. Оскільки нижча температура сезону пошкоджує оливкові дерева та цитрусові, гаї та сади обмежені захищеними місцями, навіть у районах із високими середніми зимовими температурами.
Низька кількість опадів в середньому становить від 1000 міліметрів (39,37 дюйма) до понад 1500 міліметрів (59,06 дюйма) щорічно, з вищими рівнями на півночі. Близько 95% дощів випадає взимку.
Кількість опадів у гірських хребтах гірських районів сильніша. Адекватних записів немає, і оцінки коливаються в широких межах, але середньорічні середні показники, мабуть, становлять приблизно 1800 міліметрів (70,87 дюйма) і сягають 2550 міліметрів (100,39 дюйма) в деяких північних районах. Сезонні коливання не такі вже й великі в прибережній зоні.
Вищі внутрішні гори отримують менше опадів, ніж проміжні височини. Різниця рельєфу місцевості спричиняє широкі місцеві коливання, але сезонний розподіл є найпослідовнішим серед будь-яких областей.
|                             | Січ           | Лют           | Бер         | Кві           | Тра           | Чер           | Лип           | Сер           | Вер           | Жов           | Лис           | Гру            |  |
| Сер низька (°C/°F)          | 2 °C 35,6 °F  | 2 °C 35,6 °F  | 5 °C 41 °F  | 8 °C 46,4 °F  | 12 °C 53,6 °F | 16 °C 60,8 °F | 17 °C 62,6 °F | 17 °C 62,6 °F | 14 °C 57,2 °F | 10 °C 50 °F   | 8 °C 46,4 °F  | 5,0 °C 41,0 °F |  |
| Сер висока (°C/°F)          | 12 °C 53,6 °F | 12 °C 53,6 °F | 15 °C 59 °F | 18 °C 64,4 °F | 23 °C 73,4 °F | 29 °C 84,2 °F | 32 °C 89,6 °F | 32 °C 89,6 °F | 30 °C 86,0 °F | 23 °C 73,4 °F | 17 °C 62,6 °F | 14 °C 57,2 °F  |  |
| Вологість у %               | 71            | 69            | 68          | 69            | 67            | 57            | 42            | 42            | 54            | 67            | 75            | 73             |  |
| Сонячне світло (год / день) | 5             | 5             | 6           | 7             | 10            | 15            | 18            | 16            | 12            | 7             | 5             | 5              |  |
| Опади в днях                | 13            | 13            | 14          | 13            | 10            | 7             | 5             | 4             | 6             | 9             | 16            | 17             |  |
| Spring: Climate data        |               |               |             |               |               |               |               |               |               |               |               |                |  |